# 1 (album Stachursky’ego)
1 – szósty album Stachursky’ego, wydany we wrześniu 2000 roku przez wytwórnię płytową Snake’s Music. Album zawiera 10 premierowych utworów wokalisty. Płyta uzyskała status platynowej. Największy przebój z płyty "Typ niepokorny" jest coverem utworu "The One and Only" z repertuaru Chesney'a Hawksa.

## Lista utworów
Opracowano na podstawie materiału źródłowego.
1. „Tak jak anioł” – 3:19
2. „Typ niepokorny” – 3:39
3. „Czuję i wiem” – 4:17
4. „Do końca moich dni” – 4:16
5. „Wierzę” – 4:20
6. „Pamiętam Ciebie z tamtych lat” – 3:43
7. „Dziewczęce igraszki” – 3:34
8. „Tylko Ciebie naprawdę kochałem” – 4:32
9. „Pozwól mi” – 4:30
10. „Dla Was” – 4:23